# Villers-Bocage (Somme)
Pour les articles homonymes, voir Villers-Bocage.
Villers-Bocage est une commune française située dans le département de la Somme, en région Hauts-de-France.

## Géographie

### Localisation
Villers-Bocage est un bourg picard de l'Amiénois.
À vol d'oiseau, la commune est située à 11 km au nord d'Amiens, 18 km au sud de Doullens, 17 km au nord-ouest de Corbie, 36 km au sud-est d'Abbeville et à 47 km au sud-ouest d'Arras.
Le territoire de la commune est limitrophe de ceux de dix communes.
Les communes limitrophes sont  Bertangles, Coisy, Flesselles, Molliens-au-Bois, Montonvillers, Naours, Poulainville, Rainneville, Rubempré et Talmas.

### Hydrographie
La commune est située dans le bassin Artois-Picardie. Elle n'est drainée par aucun cours d'eau.

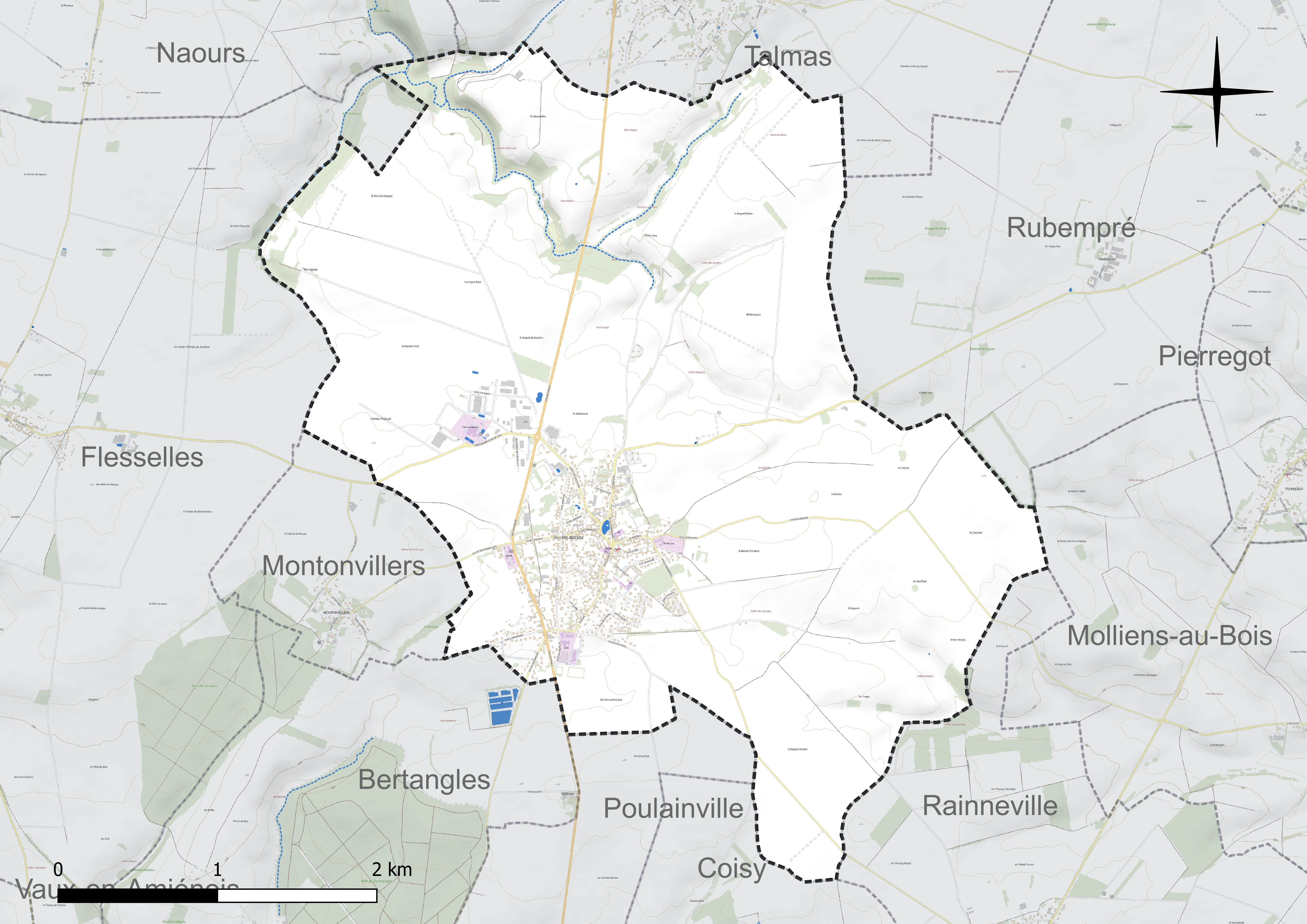
Réseau hydrographique de Villers-Bocage.

### Climat
Pour des articles plus généraux, voir Climat des Hauts-de-France et Climat de la Somme.
En 2010, le climat de la commune est de type climat océanique dégradé des plaines du Centre et du Nord, selon une étude du CNRS s'appuyant sur une série de données couvrant la période 1971-2000. En 2020, Météo-France publie une typologie des climats de la France métropolitaine dans laquelle la commune est exposée à un climat océanique et est dans une zone de transition entre les régions climatiques « Nord-est du bassin Parisien » et « Côtes de la Manche orientale ».
Pour la période 1971-2000, la température annuelle moyenne est de 10 °C, avec une amplitude thermique annuelle de 14,1 °C. Le cumul annuel moyen de précipitations est de 818 mm, avec 12,3 jours de précipitations en janvier et 9 jours en juillet. Pour la période 1991-2020, la température moyenne annuelle observée sur la station météorologique la plus proche, située sur la commune de Glisy à 14 km à vol d'oiseau, est de 11,1 °C et le cumul annuel moyen de précipitations est de 646,6 mm,. Pour l'avenir, les paramètres climatiques de la commune estimés pour 2050 selon différents scénarios d'émission de gaz à effet de serre sont consultables sur un site dédié publié par Météo-France en novembre 2022.

## Urbanisme

### Typologie
Au 1er janvier 2024, Villers-Bocage est catégorisée bourg rural, selon la nouvelle grille communale de densité à sept niveaux définie par l'Insee en 2022.
Elle est située hors unité urbaine. Par ailleurs la commune fait partie de l'aire d'attraction d'Amiens, dont elle est une commune de la couronne,. Cette aire, qui regroupe 369 communes, est catégorisée dans les aires de 200 000 à moins de 700 000 habitants,.

### Occupation des sols
L'occupation des sols de la commune, telle qu'elle ressort de la base de données européenne d'occupation biophysique des sols Corine Land Cover (CLC), est marquée par l'importance des territoires agricoles (89,8 % en 2018), en diminution par rapport à 1990 (92,3 %). La répartition détaillée en 2018 est la suivante :
terres arables (81,1 %), zones urbanisées (8,4 %), prairies (6,5 %), zones agricoles hétérogènes (2,2 %), forêts (1,9 %). L'évolution de l'occupation des sols de la commune et de ses infrastructures peut être observée sur les différentes représentations cartographiques du territoire : la carte de Cassini (XVIIIe siècle), la carte d'état-major (1820-1866) et les cartes ou photos aériennes de l'IGN pour la période actuelle (1950 à aujourd'hui).

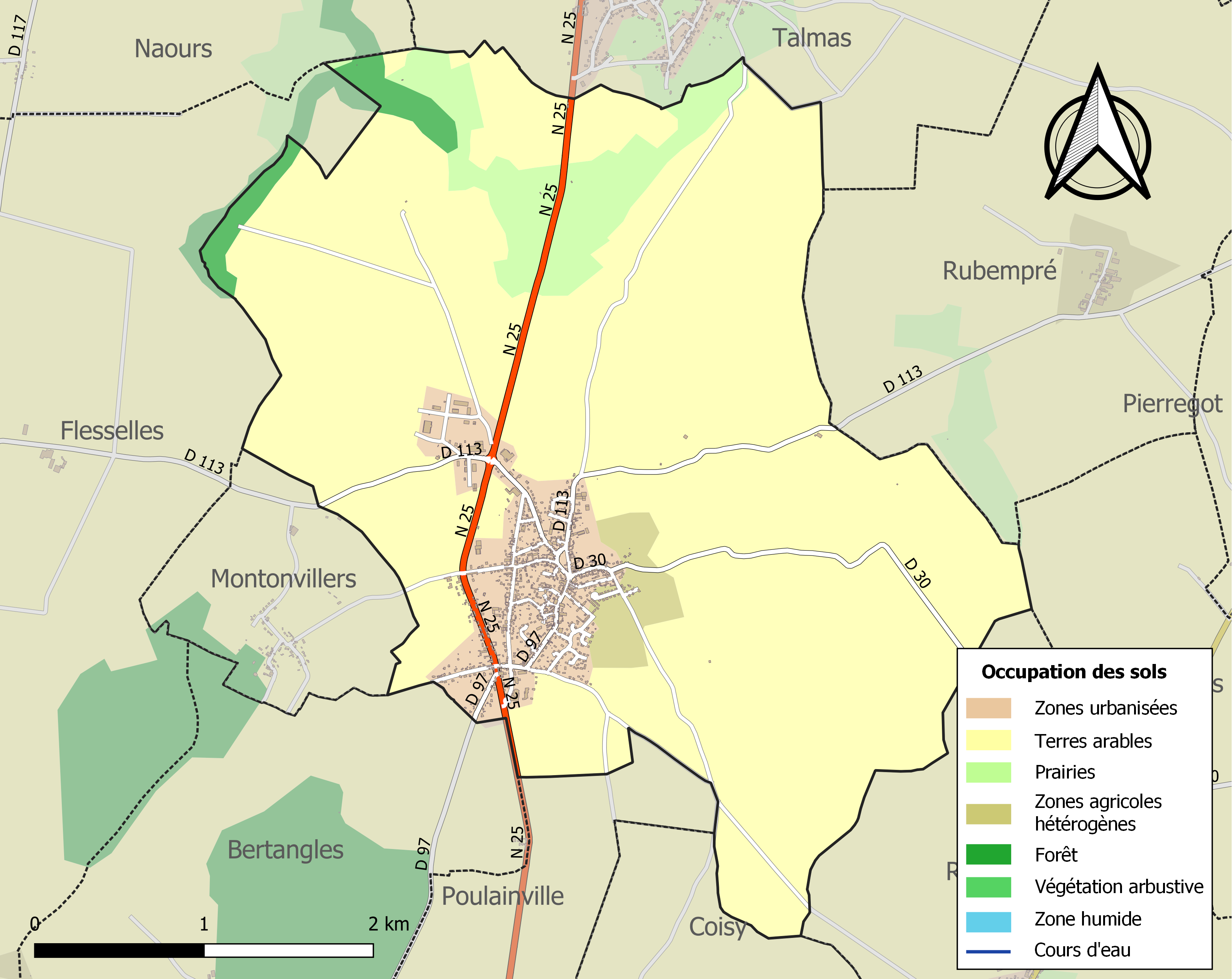
Carte des infrastructures et de l'occupation des sols de la commune en 2018 (CLC).

### Morphologie urbaine
Le cœur ancien du bourg est constitué autour de la place de l'église, bordée par le château (disparu) et l'église paroissiale. Un second centre, situé un peu plus au nord, est constitué par une grande mare, près de laquelle sont regroupées la mairie et la poste.

### Voies de communication et transports
La commune est traversée par la route nationale 25, dite « route de Doullens » (ancienne route royale du XIIIe siècle), qui longe le centre du bourg et accueille gendarmerie, auberges et maisons..
La localité est desservie par les lignes d'autocars no 22 (Doullens - Villers-Bocage - Amiens) et no 23 (Doullens - Beauquesne - Amiens) du réseau inter-urbain Trans'80, Hauts-de-France, tous les jours sauf le dimanche et les jours fériés.

## Toponymie
Le nom de la localité est attesté sous les formes Villari Bocagium, Vileres de Bocagio au XIIe siècle, Villares in Bocagio, Vilers in Boscagio, Villers au Boscaige, Villers au Boscage en 1507.
Il s'agit d'une formation toponymique médiévale en Villers- appellatif toponymique issu du latin villare désignant une partie de la villa, c'est-à-dire « partie d'un domaine », donc « ferme » (comprendre du gallo-roman VILLARE), dérivé du latin villa (rustica) « grand domaine rural » (comprendre gallo-roman VILLA). Villare a par ailleurs été emprunté par l'allemand dialectal sous la forme willer et l'allemand standard Weiler qui signifie « hameau ».
Le déterminant complémentaire -Bocage est un nom propre désignant une région, sous une forme normanno-picarde correspondant au nom commun de l'ancien français boschage, boschaige qui désignait jadis un paysage boisé. Le français bocage est un emprunt au normand. Il s'agit d'un dérivé de bosc ancienne forme et forme dialectale de bois. C'est un mot d'origine germanique. Le sens global est celui de « ferme dans le Bocage (pays) »
Homonymie avec Villers-Bocage (Calvados, Villiers en Boscaige 1365)

## Histoire
Les fouilles réalisées sur le territoire communal ont permis d'attester d'une présence dès le néolithique : des silex taillés ont été mis au jour.
Datant de l'époque gauloise, des fermes et des nécropoles ont été trouvées également lors de recherches archéologiques.
La seigneurie de Villers-Bocage est attestée depuis le début du XIIIe siècle. Il ne reste rien du château fort édifié près de l'église, sur une motte castrale.
Durant la guerre de Cent Ans, le bourg est pillé par les Anglais en 1423.
Comme de nombreuses localités picardes, Villers-Bocage est dévasté par de nombreuses guerres frontalières qui durèrent jusqu'à la Paix des Pyrénées de 1659 : il fut notamment pillé par Jean de Werth (dit Jean de Vert) en 1635, puis par les troupes royales en 1640. L'écart d'Ossonville ou la Blanche Abbaye, aujourd'hui disparu mais attesté dès le XIVe siècle, fut fréquemment incendié et pillé (1545, 1587, 1636...), avant d'être définitivement abandonné, vers le milieu du XVIIe siècle. Des muches creusées dans le sous-sol de la commune sont les vestiges de ces guerres.
Jean-Baptiste Berthe achète vers 1663 la seigneurie et fait construire un manoir, vendu par ses successeurs en 1804 au négociant amiénois Florent Picard. Ce manoir est détruit au XIXe siècle.

## Politique et administration

### Rattachements administratifs et électoraux
La commune se trouve dans l'arrondissement d'Amiens du département de la Somme. Pour l'élection des députés, elle fait partie depuis 2012 de la quatrième circonscription de la Somme.
Elle était depuis 1793 le chef-lieu du canton de Villers-Bocage. Dans le cadre du redécoupage cantonal de 2014 en France, la commune est désormais intégrée au canton d'Amiens-2.

### Intercommunalité
La commune était le siège de la communauté de communes Bocage Hallue, créée fin 1999.
Dans le cadre des dispositions de la loi portant nouvelle organisation territoriale de la République du 7 août 2015, qui prévoit que les établissements publics de coopération intercommunale (EPCI) à fiscalité propre doivent avoir un minimum de 15 000 habitants, cette intercommunalité a fusionné avec ses voisines pour former, le 1er janvier 2017, la communauté de communes du Territoire Nord Picardie, dont la commune est désormais membre.

### Liste des maires
| Période          | Période                      | Identité                     | Étiquette              | Qualité |
| ---------------- | ---------------------------- | ---------------------------- | ---------------------- | --- |
| Vendémiaire An I |                              | Jean-Louis Herent            |                        | |
| Nivôse An II     |                              | Jean-Baptiste Boitel         |                        | |
| Messidor An VIII |                              | Firmin François Harent       |                        | |
| Prairial An XI   |                              | Jean-Louis Herent            |                        | |
| mars 1808        |                              | Louis François Voiturier     |                        | |
| mai 1813         |                              | Florent François Picard      |                        | |
| novembre 1814    |                              | François Picard (fils)       |                        | |
| juin 1815        |                              | Jean-Baptiste Harent         |                        | |
| août 1815        |                              | François Picard              |                        | |
| décembre 1834    |                              | Eustache René Bénézy         |                        | Juge de paix |
| février 1849     |                              | Charles Herbet               |                        | |
| mai 1852         |                              | Jean-François Cyrille Harent |                        | |
| août 1860        |                              | Louis Henri Obré             |                        | |
| septembre 1870   |                              | Auguste Ferdinand Harent     |                        | |
| juillet 1871     |                              | Louis Henri Obre             |                        | Délégué spécial nommé par le préfet en 1871, nommé maire en mars 1874                                                              |
| janvier 1879     |                              | Alphonse Bracquart           |                        | |
| mai 1884         |                              | Auguste Ferdinand Harent     |                        | |
| mai 1897         |                              | Paul Herbet                  |                        | |
| mai 1908         |                              | Théophane Houbron            |                        | |
| mai 1912         |                              | Camille Demailly             |                        | |
| mai 1925         |                              | Géréon Petit                 |                        | |
| 1935             | 1944                         | Albert Ménil                 | progressiste de droite | Vétérinaire Conseiller général de Villers-Bocage (1926 → 1934) De 1940 à 1944, Alcide Domont maire-adjoint, fait fonction de maire |
| mai 1945         | 1947                         | Alcide Domont                |                        | |
| octobre 1947     |                              |                              |                        | |
|                  | 1958                         | Henri Devillers              |                        | Décédé en fonction |
| avril 1959       | 1973                         | Lucien Houllier              |                        | Démissionnaire |
| janvier 1974     | 1989                         | Gustave Garbe                |                        | |
| mars 1989        | 2014                         | Jean-Claude Morgand          | LR                     | |
| mars 2014        | novembre 2015                | Isabelle Warcoin             |                        | Démissionnaire |
| janvier 2016     | mai 2020                     | Jean-Pierre Domont           |                        | |
| mai 2020         | En cours (au 8 octobre 2020) | Anne-Sophie Domont           |                        | Architecte Vice-présidente de la CC du Territoire Nord Picardie (2017 → )                                                          |

### Démocratie participative
La commune s'est dotée d'un conseil municipal des Jeunes, la dernière élection a eu lieu en octobre 2016.

## Population et société

### Démographie
L'évolution du nombre d'habitants est connue à travers les recensements de la population effectués dans la commune depuis 1793. Pour les communes de moins de 10 000 habitants, une enquête de recensement portant sur toute la population est réalisée tous les cinq ans, les populations de référence des années intermédiaires étant quant à elles estimées par interpolation ou extrapolation. Pour la commune, le premier recensement exhaustif entrant dans le cadre du nouveau dispositif a été réalisé en 2004.

En 2022, la commune comptait 1 509 habitants, en évolution de +7,17 % par rapport à 2016 (Somme : −1,26 %, France hors Mayotte : +2,11 %).
| 1793  | 1800  | 1806  | 1821  | 1831  | 1836  | 1841  | 1846  | 1851  |
| ----- | ----- | ----- | ----- | ----- | ----- | ----- | ----- | ----- |
| 1 040 | 1 126 | 1 194 | 1 300 | 1 435 | 1 502 | 1 498 | 1 560 | 1 575 |

| 1856  | 1861  | 1866  | 1872  | 1876  | 1881  | 1886  | 1891  | 1896 |
| ----- | ----- | ----- | ----- | ----- | ----- | ----- | ----- | ---- |
| 1 550 | 1 482 | 1 392 | 1 290 | 1 246 | 1 084 | 1 045 | 1 002 | 921  |

| 1901 | 1906 | 1911 | 1921 | 1926 | 1931 | 1936 | 1946 | 1954 |
| ---- | ---- | ---- | ---- | ---- | ---- | ---- | ---- | ---- |
| 824  | 808  | 750  | 648  | 653  | 652  | 674  | 629  | 653  |

| 1962 | 1968 | 1975  | 1982 | 1990  | 1999  | 2004  | 2006  | 2009  |
| ---- | ---- | ----- | ---- | ----- | ----- | ----- | ----- | ----- |
| 683  | 750  | 1 009 | 984  | 1 094 | 1 309 | 1 430 | 1 431 | 1 436 |

| 2014  | 2019  | 2022  | - | - | - | - | - | - |
| ----- | ----- | ----- | - | - | - | - | - | - |
| 1 388 | 1 435 | 1 509 | - | - | - | - | - | - |

### Enseignement
La commune de Villers-Bocage comprend une école publique maternelle et élémentaire (Les Hirondelles), une école privée relevant de l'enseignement catholique (Sainte-Thérèse), un collège public (Les Coudriers), une maison familiale rurale, ainsi que l'école départementale d'incendie et de secours de la Somme (EDIS80).
L'école primaire publique de Villers-Bocage compte 167 élèves à la rentrée 2017.
Le collège Les Coudriers est situé rue de la Chapelle. Il compte 603 élèves à la rentrée 2018.

## Culture locale et patrimoine

### Lieux et monuments
- Église paroissiale Saint-Georges[35],[36],[37], édifice gothique flamboyant, bâti en craie[17].

Sa façade est constituée par un large mur pignon construit au XIIIe siècle, surmonté d'un clocher. Le portail est encadré par quatre colonnettes dont les chapiteaux sculptés sont très altérés.
La nef comporte trois vaisseaux d'inégale hauteur : le vaisseau central est beaucoup plus élevé que les collatéraux. Les ouvertures du côté sud à linteau courbe ont été percées au XVIIIe siècle. En revanche, du côté nord, les fenêtres sont en arc brisé, dans le style du XVIe siècle (la porte latérale ne fut ouverte qu'au XIXe siècle).
- Oratoire à la Madone, situé Route nationale. 
L'édifice, réalisé en 1958, est le travail d'un maçon italien[39].
- Presbytère construit en 1855 sur les plans de l'architecte Pigou (également auteur de la mairie-école), par l'entrepreneur amiénois Alot. Il est en brique et toiture d'ardoises[40].
- Maison de maître du XIXe siècle, 20 place du 11-novembre[41].
- Maison de maître dite manoir, 5 rue du 14-Juillet, construite au XIXe siècle pour M. Bénézy, juge de paix et maire de Villers-Bocage. Il a été rénové et fait office de bibliothèque.[21].
- Maison du XIXe siècle, 36 route nationale, isolée dans un jardin, construite en craie pour la façade principale, et en briques et pierre[42].
- Ancien cimetière du XIXe siècle, agrandi en 1897 puis en 1903, avec une annexe au sud, réservée aux soldats du Commonwealth tombés pendant la Première Guerre mondiale. Il est désormais abandonné[43].
- Maison construite en 1867, 11 rue Saint-Eloi, en briques et chaînage d'angle en pierre et toiture d'ardoises[44].
- Ancienne auberge de la fin du XIXe siècle, 10 route nationale, construite en briques, avec un peu de pierre en décor et deux  épis de faîtage[45].
- La commune héberge le siège de la communauté de brigades de gendarmerie, qui comprend celles de Villers-Bocage et de Picquigny.

### Personnalités liées à la commune
- Lors de la Première Guerre mondiale, le Maréchal Foch eut à une époque son quartier général au château de Villers-Bocage[46].
- André Debry (1898-2005), né à Villers-Bocage, marié à Rosières-en-Santerre avec Marguerite Céline Pingand le 12 août 1924, est mort à l'âge de 107 ans et a ainsi été un des derniers « poilus » vivants.

### Surnoms et noms jetés
Les blasons populaires (ou noms jetés ou encore Surpitchet (pcd) en picard) servant à qualifier plaisamment les habitants de Villers-Bocage sont :
- « Chés cots éde Villers » (les chats de Villers, en picard) ;
- « Chés beudelés éde Villers » (les boueux, c'est-à-dire couverts de boue en picard).

### Héraldique
|  | La commune a adopté ces armoiries le 18 février 1970. Inspirées de celles de Gérard des Auteux, seigneur de Villers-Bocage, elles nous sont connues par un sceau de 1297. On y a ajouté un chef de sinople, rappelant la vocation agricole de la commune, chargé de trois quintefeuilles d'argent qui figuraient sur le blason de Ferri Harlé, bailli de Villers-Bocage au XVIe siècle Blasonnement : - d'argent à deux bandes de sable au chef de sinople chargé de trois quintefeuilles d'argent. |